# Bahía Duse
La bahía Duse es una bahía ubicada el lado sur de la península Trinidad entre la punta Vista (View Point) y el cabo Burd en el lado occidental de la península Tabarín. Fue descubierta por Johan Gunnar Andersson, de la Expedición Antártica Sueca de 1901 a 1904, y nombrada por Otto Nordenskiöld, el líder de la expedición, en homenaje al teniente e hidrógrafo Samuel A. Duse.
La bahía tiene aproximadamente 25 kilómetros de ancho y 17 de largo. En la entrada oeste se halla el refugio Cristo Redentor administrado por el Ejército Argentino y habilitado el 25 de mayo de 1955. El Ejército de Chile administra desde 1996 Refugio General Jorge Boonen Rivera, que originalmente era la Base V - View Point instalada por el Reino Unido en 1953. El Refugio Martín Güemes 1 fue habilitado por el Ejército Argentino el 23 de octubre de 1953 en la costa noreste de la bahía Duse, pero fue destruido por el hielo en 1960.

## Reclamaciones territoriales
Argentina incluye a la bahía en el departamento Antártida Argentina dentro de la provincia de Tierra del Fuego, Antártida e Islas del Atlántico Sur; para Chile forma parte de la comuna Antártica de la provincia Antártica Chilena dentro de la Región de Magallanes y de la Antártica Chilena; y para el Reino Unido integra el Territorio Antártico Británico. Las tres reclamaciones están sujetas a las disposiciones del Tratado Antártico.
Nomenclatura de los países reclamantes:
- Argentina: bahía Duse
- Chile: bahía Duse
- Reino Unido: Duse Bay